# エースコンバット5 ジ・アンサング・ウォー
『エースコンバット5 ジ・アンサング・ウォー』 (ACE COMBAT 5 THE UNSUNG WAR, 通称エースコンバット5) は、2004年10月21日にナムコ（後のバンダイナムコエンターテインメント）より発売された、PlayStation 2用フライトシューティングゲーム。サブタイトルの THE UNSUNG WAR は「謳われない戦い」すなわち「歴史の影に埋もれた戦争」といった意味。
「エスコン5」の略称で知られる本作は、エースコンバットシリーズ第5作であり、前作『04』からおよそ3年と言う期間を経て発売された。
同年10月24日にはアメリカ、2005年2月18日にはヨーロッパで『ACE COMBAT SQUADRON LEADER』（エースコンバット: スコードロン・リーダー）として発売された。
シリーズ初のESRB13歳以上指定作品。
2019年1月17日発売の『エースコンバット7 スカイズ・アンノウン』PlayStation 4版早期購入特典として本作のオリジナル移植版が付属する。単なるPS2のエミュレーションではなく、オリジナルの素材を流用した新規作成の形式で提供され、高解像度の画面表示が可能となった。

## ストーリー

### キャンペーンモード
エースコンバットzeroのベルカ戦争から15年後の世界である。
（ゲーム内時間）1995年、経済恐慌と財政難に苦しむ北オーシア大陸の軍事大国・ベルカ公国で極右政党が政権を獲得。オーシア連邦を始めとする周辺諸国に宣戦布告し、ベルカ戦争が勃発した。高い工業力と技術力に裏打ちされた精強な軍隊を擁するベルカは進撃を続け、一時は各国のかなりの部分を制圧したが、体勢を立て直したオーシアを始めとする周辺諸国、それまでオーシアと冷戦状態にあったユークトバニア連邦共和国などによって結成された連合軍の反攻により押し戻され、逆に本土に侵攻されるという窮地に追い込まれる。劣勢となったベルカは遂に自国内での戦術核兵器使用という暴挙に出るが、大勢は覆ることなく連合軍への降伏を余儀なくされる。戦勝国となったオーシアとユークトバニアは数々の融和政策を推し進め、冷戦期とは一転して友好関係を築き上げていった。
それから15年後の2010年9月23日。オーシアが領有するセレス海の孤島・サンド島近隣の空域で演習中だったオーシア空軍のジャック・バートレット大尉が指揮する訓練生の編隊が国籍不明機と交戦、バートレット大尉、ケイ・ナガセ少尉を除く教官1名と練習生6名が管制官のミスのために戦死し、教官1名が着陸時にクラッシュ、計8名が死亡する。地上に戻った2人に新兵を加えて臨時編成の小隊が結成されるが、その後も2度に渡って偵察機が侵入した。
そして同年9月27日、ユークトバニアがオーシアに宣戦布告し、環太平洋戦争（ベルカ事変）が勃発する。そしてThe Unsung War（歴史の表舞台に現れない戦争）もその戦端を開いた…。

### アーケードモード
エルジア共和国とISAF（独立国家連合軍）との間で繰り広げられた大陸戦争から約1年後の（ゲーム内時間）2006年、武装解除を拒否し各地に残るエルジア軍の残存勢力のうち、旧エルジア空軍将校を中心とする一派が「自由エルジア」を名乗り武装蜂起する。自由エルジアは次々と他のエルジア軍残存勢力と合流して一大勢力になると、国連管理下にある旧エルジア軍事工廠を襲撃、保管されていた大量の兵器を入手することに成功した。
事態を重く見たISAFは、大陸戦争時にISAFの奇跡的反攻を支えた伝説のエースパイロット「メビウス1」を復帰させ、自由エルジア討伐作戦「カティーナ（Katina）」を開始する。1周目に使う機体はF/A-22A。

## 舞台背景
キャンペーンモードの舞台はオーシア大陸・ベルーサ大陸（ゲーム内2010年）。アーケードモードの舞台はユージア大陸（ゲーム内2006年）。なお、公式ページの背景世界に関する記述で、ユージア大陸における戦争とエルジアについての言及があり、シリーズで初めて前作と共通の世界設定が使用された作品である（それまでは地形と地名のみ共通であったが、国名、団体名は語られなかった）。

## システム
前作で好評だったミッション中の無線交信はそのままに、僚機の編隊システムが導入された。味方機が参戦するのはこれまでのシリーズにもあったが、大きな違いは、
- 僚機に作戦の指示（攻撃・分散・援護＋特殊兵装の使用を禁止・許可）を与えることができるようになった[2]。
- 購入済の機体をそれぞれ僚機の隊員に個別に与えることができるようになり、航空戦要員・対地戦要員・援護要員といった具合にミッションに合わせて選択できるようになったが、特殊兵装の変更はできなくなったことが挙げられる。

他には、ある機体を使い続けてキルレート（機体経験値）が最大になると、その機体の系列機、後継機、改良型などが新たに購入できるようになり（追加機が存在しない機体もある）、やり込み要素が前作より格段に増えた。また、日本語音声と英語音声が用意されている。
2Pとの対戦モードは今作には搭載されていない。代わりにアーケードモードが収録され、前作『ACE COMBAT 04』の続編という設定のアーケードゲーム的なセッションをプレイできるが、『04』が英語音声のみだったからかこのモードは音声が英語オンリーである。
設定については、前作のものを一部共有している。『ACE COMBAT 04』のサイドストーリー脚本を担当した片渕須直が今回はゲーム本編のストーリー・コンセプトと脚本（主要な台詞部分）を受け持っている。
ジャケットイラストは、緑を基調にし、戦闘機はF-14。本作を象徴する機体という意味で、次回作『エースコンバット・ゼロ』でも、F-14Dの特殊カラーリングとして本作の専用機カラー（黒の機体色に、垂直尾翼に悪魔を描いたラーズグリーズ戦闘機部隊カラー）が用意されている。『エースコンバット6 解放への戦火』では、全機体にダウンロードコンテンツ（F-14D単体、他は3 - 4機セット）として販売された。

## サウンド
キャンペーンモードでは前作に引き続きオーケストラサウンドを中心とし、アーケードモードではエレクトリックギターを中心とした『ACE COMBAT 2』以来のギターサウンドとなっている。また、メインテーマとして初めて外部のバンドの楽曲（Puddle Of Muddの「BLURRY」）を使用している。最終ステージ後半で流れる挿入歌「The Unsung War」は、前作と同様にラテン語で作詞された合唱曲であり、キングレコードより発売されたサウンドトラックには原文と日本語訳された歌詞が載っている（日本語訳歌詞は、ゲーム中に度々取り上げられたラーズグリーズの伝説と同じである）。また、ワルシャワ国立フィルハーモニー管弦楽団が演奏を担当した本編未使用バージョンも収録されている。この他に作中挿入歌として「The Journey Home」があるが、これは場面によって二人のアーティスト（メアリー・エリザベス・マクグリン<エンディング>、エリザベス・ラディジンスキー<混迷の海>）が歌い分けている。また、アーケードモードエンディングテーマとして、前作のエンディングテーマである「Blue Skies」のリミックスが使用されている。作中使用された曲数は90曲を超えており、他のシリーズ作品と比べてかなり多い。
なお、上記の挿入歌「The Unsung War」はエミネンス交響楽団が毎年開催するゲーム音楽コンサート“A Night In Fantasia 2005”で演奏され、更に2009年にも再演奏されている。
サウンドエフェクトに関しては前作に引き続き航空自衛隊の協力を得ている。音声については前作比で約20倍のデータ量となっており、約30時間、26000ほどの台詞数がある。さらに、前作では一部無線のみで行われていた、無線音声に銃撃や爆発といった背景音を重ねる処理が、全ての無線音声に行われている。
2021年7月23日に行われた東京五輪開会式では、劇中楽曲である「First Flight」が入場曲として使われた。

## 用語集

### キャンペーンモード
オーシア連邦（Osean Federation）
北オーシア大陸西部に位置する超大国。首都はオーレッド。ベルカ戦争後は仮想敵国であったユークトバニアとの友好推進を始めとして、サミット開催などの世界的な融和政策を推進していた。しかし、2010年9月27日にユークトバニアの突然の宣戦布告を受け同国と戦争状態に陥る。
サンド島空軍基地（Sand Island Air Base）
オーシア領の最西端に位置するサンド島の空軍基地。今作の主人公たちの拠点。地理的にユークトバニア領に最も近く、開戦によって同島の空軍基地が最前線基地となった。開戦後はユークトバニア軍によって数回に渡って攻撃を受けたが、同基地の駐留部隊によってすべて撃退されている。サンド島空軍基地にはオーシア本土より警戒と防衛を目的に分遣隊が派遣されており、この通称「サンド島部隊」が戦争中期のオーシア軍の優勢に大きな影響を与えた。環太平洋戦争の終結後は基地は閉鎖されている。

ノースオーシア州（State of North Osea）
かつては南ベルカと呼ばれる地域で、ベルカ戦争におけるベルカの敗戦に伴ってオーシアの信託統治領となり、ノースオーシア州へ名を変えた。戦後15年が経過したものの、地元住民の間ではノースオーシア州という名を忌避する者もあり、南ベルカだという意識が根強い。州内にはベルカ領時代からの工業都市スーデントールがあり、かつて同地を拠点にベルカの技術を支えた南ベルカ国営兵器産業廠は「ノースオーシア・グランダーI.G.」と名を変え、オーシア軍向けの兵器を製造している。
ノースオーシア・グランダーI.G.（North Osea Gründer Industries）
ノースオーシア州の工業都市スーデントールに拠点を置く軍需企業。この地にあった南ベルカ国営兵器産業廠が前身である。旧国営組織時代から高い技術力を保持しており、強度と性能を維持しつつも、部品と工程数を減らし、従来の3分の2の予算で戦闘機を製造できる技術などを持つ。ベルカ戦争後はオーシアの軍需企業としてオーシア軍の装備調達に携わるが、その裏で灰色の男たちの事実上の工作機関として暗躍し、ユークトバニアや灰色の男たちに対して武器や技術供与を始めとする工作活動を担っている。
戦後はこれら暗躍が露見して社長のソラーレ・オストベルクが逮捕されるなどしたが、解体されることなく存続し、2019年に勃発した第二次大陸戦争（灯台戦争）ではオーシアの本国法人がオーシア軍に、ユージア大陸の現地法人がエルジア軍にそれぞれ兵器を納入していた他、灯台戦争の数年前よりエルジアに対し技術協力などを行っていた。しかし2020年に国連の制裁対象となり、スーデントールの本社とユージア大陸・セラプラタの現地法人「グランダーSS（Space＆Security）」の閉鎖が決定された。
ブリーフィング時に使用されるデータベース「GASA // J.C.A.SYSTEM 2010」はグランダー社製であり、GASA起動画面や作戦地図の左上部分にロゴが確認できる。
 ユークトバニア連邦共和国（The Union of Yuktobanian Republics）
ベルーサ大陸の北東部に位置する超大国。首都はシーニグラード。略称は「ユーク（Yuke）」。ベルカ戦争ではオーシアと共に連合軍として参戦しベルカと敵対した。オーシアとは冷戦関係にあったがベルカ戦争以降は、オーシアと共に融和路線に転換し良好な関係を築いていたが、秘密裏にクーデターが発生し平和主義のニカノール首相が拉致され軍事政権化した。好戦派で占められた政府によってオーシアと開戦し戦争拡大へと進む。
反政府レジスタンス
軍事政権と化したユークトバニア政府に反発する知識人や学生、一部ユークトバニア軍人などによって構成されるレジスタンス。高度に組織化されており潜水艦などの大型兵器も保有する。ユークトバニア国内に持ち込まれた核兵器の奪取と解体や、クーデターにより幽閉されていたニカノール首相の救出と国外脱出を成功させた。
 ベルカ公国 （The Principality of Belka）
北オーシア大陸の北東部に位置する国家。かつては高い技術力や工業力、そしてそれに裏打ちされた精強な軍隊を有する軍事大国であり、その軍事力を背景に領土拡大を続けていたが、財政難に瀕し、治まらない経済危機を背景に台頭した極右政党の政権獲得後、周辺国に侵攻しベルカ戦争を勃発させた。オーシアを中心とする連合軍によって敗勢が決定的となり、進退窮まった末に戦術核兵器の国内使用を経て停戦した。戦後は南ベルカをオーシアに割譲し、名実ともに小国へ転落した。
灰色の男たち（The Gray Men）
ベルカ内部の強硬派を示す名称。詳細は不明であるが、ベルカ戦争でウォルフガング・ブフナーに自国の上空へ戦術核を落とす命令を下したのも彼らである。自国を敗北に導き弱小国へと追い落としたオーシアとユークトバニアに復讐するため、両国を工作活動によって開戦させ、両国を疲弊させるため様々な手段を使い戦争を長引かせようとしている。劇中ではピーター・N・ビーグル（ウォルフガング・ブフナー）はノースオーシア・グランダーI.G.の社長が、灰色の男たちのメンバーであると指摘している。
ノースポイント（North Point）
ユージア大陸北東部に位置する島国。かつてはユークトバニアを仮想敵国とする軍事国家だった時期もある。今作で描かれる環太平洋戦争においては中立で、ハーリング大統領とユークトバニア首脳との和平交渉の舞台になるはずであった。
アネア共和国（Anea）
ベルーサ大陸の北に存在する国家。エルジア共和国とは親密な関係にあり、公式な軍事同盟こそ結んでいなかったものの、ユークトバニアと共にエルジアに対し武器の輸出入に関する相互援助活動が指摘されている。
同一の世界観の上に成立している『エースコンバット6』では、アネア大陸はエメリア共和国、エストバキア連邦、ノルデンナヴィク王国に分かれており、アネア共和国は存在していない。『6』の製作時に設定が変遷し、2004年にエメリア、エストバキア、ノルデンナヴィクの三国を統一国家とする「アネア共和国準備機構」が設立されていたが、エストバキアの情勢悪化を受けて2008年に構想が一時凍結されたとしている。
ローリングサンダー（Rolling Thunder）
チョッパーが好きなロックバンドで、作中に名前が出てくる「フェイス・オブ・ザ・コイン」という曲もこのバンドによるものである。

### アーケードモード
独立国家連合軍（Independent States Allied Forces, ISAF）
大陸戦争において軍事大国エルジアに勝利した、中央ユージア連合（FCU）などのユージア大陸諸国からなる軍事同盟。大陸戦争後も続く各地の紛争に対処している。
自由エルジア（Free Erusea）
大陸戦争の終結後もエルジアの降伏を認めない旧エルジア軍の空軍将校を中心とした残党勢力。各地で各個に抵抗していた武装勢力を糾合し、国連管理下の軍事工廠に保管されていた兵器を奪取した。複数の空母を保有するなど、その規模は非常に大きい。ユージア大陸北部にあるホワイトバレー湾の軍港島を拠点としている。

## 部隊名

### オーシア軍
第108戦術戦闘飛行隊サンド島分遣隊ウォードッグ（108th Tactical Fighter Squadron Wardog）
オーシア国防空軍の戦闘機部隊。第5航空団の隷下にある。サンド島空軍基地を拠点としているため、「サンド島部隊」とも呼ばれている。エンブレムは犬の横顔と、その首の根元に稲妻を描いたもの。当初はバートレットが隊長だったが、バートレットが撃墜された後はブレイズが隊長となる。数々の戦いで活躍し、とりわけシンファクシとリムファクシを沈めるという大戦果を挙げたため、オーシア軍の将兵からは「サンド島の4機」や「ラーズグリーズ海峡の英雄」と呼ばれ頼りにされ、ユークトバニア軍からは「ラーズグリーズの悪魔」と呼ばれ恐れられるようになった。しかし、かつてバートレットがベルカ戦争時にユークトバニア陸軍のナスターシャと恋愛関係にあったことや、バートレットが敵地の捕虜収容所にいなかったことなどからオーシア軍上層部からは疑惑の目で見られていた。また、あまりにも戦果を上げ続け戦争をオーシアの勝利で終わりそうなことを危惧した灰色の男たちと通じていたハミルトンによって、隊員全てがユークトバニアに内通していたスパイという汚名を着せられ軍から追われる身となる。ウォードッグ隊の存在はオーシア軍の士気の源であり、ウォードッグ隊が逃亡した後のオーシア軍はユークトバニア首都シーニグラードに迫る勢いだったにもかかわらず、首都攻略に失敗している。
分遣隊という部隊編成からバートレットが行方不明になった後は本土から来るフォード中佐の指揮下に入ることになっていたが、サンド島空襲時に基地へ飛行中だったフォード中佐が戦死したために事実上取り消しとなった。
第3艦隊（3rd Fleet）
空母ケストレルなどを擁するオーシア国防海軍の主力艦隊。16世紀半ばに「オーシア海軍の父」と呼ばれたスタッフォード提督によって設立された。セント・ヒューレットに司令部を置く。
開戦冒頭のユークトバニアによるセント・ヒューレット軍港への奇襲や、シンファクシからの弾道ミサイル攻撃により、艦船と航空部隊に大きな被害を受けた。その後も度重なる戦闘で戦力を消耗し、ケストレルの艦載機をほぼ失い、オーシア北西部のカーウィン島に停泊を続けていた。
ケストレル以外の構成艦艇で艦名が明らかなのは、空母ヴァルチャー、バザード、対空艦エクスキャリバー、駆逐艦フィンチ、コーモラント、通信情報艦アンドロメダ。
シー・ゴブリン（Sea Goblin）
第3艦隊に所属するオーシア海兵隊。HH-9BやCH-47で構成されるヘリ部隊で、兵士の救助や空中機動作戦を担う。隊員たちはニクシーやコボルトといった架空の生物のコールサインで呼び合っている。
ユークトバニアにおける捕虜救出作戦を初め、ナガセの救助作戦に参加し成功させる。敵性スパイの汚名を着せられ、練習機で逃亡したウォードッグ隊員とビーグル、ジュネットらをスノー大尉と共に救出している。その際、シーゴブリン隊は脱出したブレイズたちを捜索していると見せかけて密かに救助し、同時にサンダーヘッドには「機体の浮遊物を発見したが、搭乗者の姿は発見できず、機体と共に海に沈んだ模様」と嘘の報告したため、他のオーシア軍や灰色の男たちはウォードッグ隊員たちの生存に気付けなかった。その後もベルカに幽閉されていたハーリング大統領を救出し、大統領と共に首都へ赴くなど本戦争においてなくてはならない重要な役割を果たす。
ラーズグリーズ戦闘機部隊（Razgriz Air Command Squadron）
ハーリング大統領直属の非公式戦闘機部隊。オーシア軍を追われたウォードッグ隊員とケストレルに所属するスノー大尉による4機で編成されている。本作品の世界で広く親しまれているおとぎ話『姫君の青い鳩』に登場する悪魔「ラーズグリーズ」が部隊名の由来となっている。この部隊の機体はすべて漆黒の塗装が施されており、ラーズグリーズを象ったデザインのエンブレムが描かれている。
ウォードッグ隊はそれまでオーシア軍とユークトバニア軍の将兵から共通して「ラーズグリーズ」と呼ばれており、本部隊も卓越した戦闘能力を見せたため対峙した将兵の間でラーズグリーズではないかという噂が広まるようになる。ウォードッグ隊はユークトバニア軍に甚大な被害を与えた後、スパイの汚名を着せられて逃亡中に全員が死亡したとされていた。しかしラーズグリーズ隊はその逃亡事件後から現れるようになった。ウォードッグ隊の消滅とラーズグリーズ隊の出現は「ラーズグリーズの悪魔」の伝説と奇妙に一致するため、事情を知らない者もウォードッグ隊とラーズグリーズ隊を同一視するようになり、「ラーズグリーズの亡霊」と呼ぶようになる。
ラーズグリーズの名は北欧神話の主神オーディンに仕えるワルキューレの名前に由来し、「計画を壊す者」を意味する。

### 灰色の男たち
第8492飛行隊（8492nd Squadron）
ベルカ側での名称はベルカ公国空軍第229戦術戦闘飛行隊グラーバク（229th Tactical Fighter Squadron "Grabacr"）。
オーシア国防空軍に存在しないはずの部隊。本来はオーシア軍がベルカ戦争の終戦後に空軍を強化する目的で雇い入れたベルカ人エースパイロットで構成される非公式のアグレッサー部隊だったが、実態はテロリスト集団「灰色の男たち」の工作部隊のひとつであった。空戦では4機編成で個々の隊員の実力を最大限に発揮する戦術を取る。部隊の使用機はF-15S/MTDやS-32。エンブレムは黒い蛇。
エイカーソンヒルで不時着したハーリング大統領が乗る輸送機の護衛という名目で現れ、ウォードッグ隊から任務を引き継いだが、実際にはハーリング大統領の拉致が目的であった。その後もウォードッグ隊の活躍を危険視し、ジャミングでオーシア軍の通信が混乱する中でユークトバニア領の民間施設に銃撃しウォードッグ隊に濡れ衣を被せたり、ノヴェンバー市の式典ではAWACSにジャミングをした上で、増援に上がってきた友軍機に虚偽の報告をし、援軍が来ないまま敵の大編隊との戦いを強いられたウォードッグ隊にチョッパーの戦死という損害を負わせる等々、様々な作戦行動の妨害を行ってきた。最終的にはオヴニル隊と共にラーズグリーズ隊と交戦し、全機が撃墜されるか、あるいは自爆する。
オヴニル戦闘機部隊（Ofnir Squadron）
ベルカ戦争の終戦後、ユークトバニアが空軍を強化するために雇い入れたベルカ人エースパイロットのアグレッサー部隊であったが、実態は第8492飛行隊と同じく「灰色の男たち」の工作部隊のひとつ。4機編成で、戦闘ではツーマンセルで1機の敵を追い詰める戦術をとる。無人機と比較されるような機械的な戦闘機動を特徴とする。第8492飛行隊と違って公式に存在する部隊であり、ユークトバニア軍人の間では敏腕パイロット揃いの精鋭部隊として有名である。部隊の使用機はSu-35やS-32。エンブレムは枝を噛む赤い蛇。最終的にはグラーバク隊と共にラーズグリーズ隊と交戦し、全機が撃墜されるか、あるいは自爆する。

### ISAF
第118戦術航空隊メビウス（118th Tactical Fighter Wing "Mobius"）
ISAF空軍の戦闘機部隊で、アーケードモードの主人公である「メビウス1」の所属部隊。武装蜂起したエルジア軍残党勢力の掃討作戦「オペレーションカティーナ」の任に当たる。

## 架空機/架空兵器

### オーシア
ケストレル（OFS Kestrel）
オーシア国防海軍第3艦隊に所属するヒューバート級航空母艦の7番艦。艦番号30。モデルは実在するニミッツ級航空母艦。
アンドロメダ（Andromeda）
ケストレルと行動をともにした通信情報艦。直接の戦闘には参加しなかったが、その高い傍受能力でハーリング大統領の幽閉場所を探り出すなど活躍した。
ファルケン（FALKEN）
グランダー社が研究中の新型戦闘機のデータを基に製作された、戦略レーザー搭載型特殊戦闘機。
HH-9B
オーシア軍が使用しているヘリコプター。ガンシップとも呼ばれている。劇中では主にケストレル所属のシーゴブリン隊の機が登場し、グルビナの捕虜収容所における捕虜の救出作戦や、シュティーア城に幽閉されていたハーリング大統領の救出作戦で活躍した。また、バーナ学園都市において報道機関用の機体も登場している。
『エースコンバット6』にも同系列の機体である「UH-9」が登場しており、エメリア軍とエストバキア軍の双方が使用している。
アークバード（Arkbird）
オーシア連邦が運用する大気機動宇宙機。元々は冷戦期にオーシアが弾道ミサイル迎撃システムの一つとして計画していたもので、冷戦終結により建造が一時見送られたが、小惑星ユリシーズの落着後に大量発生すると考えられた衛星軌道上のデブリの除去を目的に復活し、オーシアとユークトバニアの共同で建造された。建造後はデブリ除去作業を行い、サミットが内部で開催された他、除去作業終了後は世界的な宇宙開発計画の基盤となる予定だったが、ユークトバニア海軍のシンファクシ級潜水空母に対抗するために武装が施され、特殊攻撃衛星として運用された。
戦略衛星軌道砲（Strategic Orbital Linear Gun, SOLG）
オーシアが冷戦期に開発していた地上攻撃用レールガンを搭載する巨大戦闘衛星。SOLGは「ソーグ」と読む。後部に制御を担う中枢部を設けた全長1kmに及ぶ長大な八角形型弾体加速ユニットと、中枢部前方に加速ユニットと垂直になるように取り付けられた4基の自動弾体装填ユニットで構成される。作動に必要な電力は弾体加速ユニットに設置された太陽電池パネルが担い、地上の制御システムからの指令により動作する。
元々はSDI計画の一環として高高度からのミサイルサイロ破壊や広範囲制圧を目的とする抑止戦略兵器として開発されたもので、90年代初頭に概念設計が行われて以降建造が進められていたが、ベルカ戦争後オーシア・ユークトバニア間で良好関係が構築されたことから、完成することなく静止衛星軌道上に放棄された。しかし、灰色の男たちによってオーシアとユークトバニアへの報復を仕掛けるために建造が再開され、バセット国際宇宙基地のマスドライバーから射出された資材を用いて完成した。完成した際に灰色の男たちによって大量報復兵器「V2」が搭載されており、これでオーシア・ユークトバニアのいずれかに核攻撃を行おうとした。また、非核兵器ながら強力な威力を有する通常弾も発射可能で、制御システムが置かれていたスーデントールのグランダー社施設に迫るオーシア・ユークトバニア連合軍の地上部隊に使用され出血を強いている。そして、戦闘の末制御システムを破壊されるが、制御を失った時に作動するようあらかじめ仕込まれていたプログラムに従い地上に向けて落下し始め、最終的にはオーシアの首都オーレッドへの落下コースをとったが、2010年12月31日、アルカディア作戦によって出撃したラーズグリーズ隊によって中枢部を破壊されオーレッド上空で爆散した。なおこれらの事実は当初隠蔽され、表向き「磁気嵐の影響による落下事故」とされていたが、2020年に環太平洋戦争に関する機密文書が公開されたことで公となった。
ユークトバニアがオーシアのマスドライバーを破壊しようとしていたのは、アークバードへの補給の妨害に加えてSOLGの建造再開を阻止するためでもあった。

### ユークトバニア
シンファクシ級潜水空母
ユークトバニア海軍所属の戦略級ミサイル潜水空母。弾薬庫戦艦（アーセナル・シップ）構想により建造された巨大潜水艦であり、多用途潜水艦発射弾道ミサイル「散弾ミサイル」を始めとした数百発以上の各種ミサイルによりミサイル巡洋艦以上の制圧力を誇る他、有人機もしくは無人機を運用する空母としての特性を併せ持つ。シンファクシとリムファクシの2隻が建造されている。搭載されている「散弾ミサイル」は、広範囲の地上・水上目標及び高度約5000フィート（約1500メートル）以下の空中目標を破壊することが出来る。

### エルジア
X-02 ワイバーン（Wyvern）
ユージア大陸西部の軍事大国・エルジア共和国が、自国の航空技術・軍事技術の粋を集めて開発した高性能ステルス戦闘機。前進翼形態と後退翼形態をとる特殊な可変翼を採用した機体で、それらを全遊動式尾翼と共に速度域によって可変させることによって、高い格闘戦能力とステルス性能の両立を図っている。
『エースコンバット04』で架空の戦闘機として登場した機体。本作でもプレイヤーが使用可能である。本作ではアーケードモードで自由エルジアが切り札として使用するほか、キャンペーンモードでは部品にグランダー社のロゴが描かれたユークトバニア軍機がムービーのみ登場している。

### ベルカ
フォーゲル（Vogel）
灰色の男たちによって制圧されたアークバードに搭載されたUCAV。パイロットに対するG負荷を考慮する必要が無く、有人機には見られない独特の機動を行う。フォーゲルはドイツ語で鳥の意。
V2
ベルカが開発した核兵器搭載の大量報復兵器。一発のミサイルに複数の核弾頭を搭載するMIRVであり、オーシアやユークトバニアに投下された場合、領内の大都市の半数を一瞬にして破壊・消滅させるほどの威力を持っている。V2はSOLGに搭載されどこかの都市に発射される予定だったが、シャンツェからの通信が途絶えたことで、あらかじめプログラムされていた通りSOLGと共にオーレッドに向けて落下する。V2自体は15年前のベルカ戦争時点で開発中だったが、少数の試作品を除いて未完成であった。
『エースコンバットZERO』にて試作型のV2がストーリー後半に登場し一発が発射されたものの、管制を担うADFX-02が撃墜されたため大気圏外で暴発した。

## 登場人物

### オーシア
ブレイズ（Blaze）
キャンペーンモードの主人公でありプレイヤーキャラクター。「ブレイズ」とはコールサインであり本名は不明。性別はナガセやグリムが発する英文メッセージ中で、ブレイズを指す言葉として「He」が用いられている箇所があり男性であることが判る。
オーシア国防空軍第108戦術戦闘飛行隊ウォードッグに所属するパイロット。初出撃の際に最後尾で少々遅れていたことから、当時の隊長であったバートレットに最下位を意味する「ブービー（Booby）」というあだ名を付けられている。開戦当初はチョッパーとのくじ引きで3番機と4番機のポジションを決め、1回ずつ2つのポジションを経験している。バートレットが捕虜となってからは2番機であったナガセの推薦もあり、ウォードッグ隊の隊長に就任した。仲間とともに数々の戦闘を経て、戦況を覆すほどの力を持ったエースパイロットへと成長する。
チョッパーを「灰色の男たち」の謀略で失い、自身もスパイの汚名を着せられ仲間と共にオーシアを追われる身となるが、アンダーセン率いるケストレルの部隊に救助された。ベルカ国内でのハーリング大統領救出作戦に参加後、ナガセとグリムに加え、新たに部隊に加わったマーカス・スノー大尉とともに、ベルカのアグレッサー飛行隊と死闘を繰り広げながら「灰色の男たち」の野望を阻止するため各地を転戦した。戦後は軍から離れている。
ブービーというあだ名は、海外版では「Kid」になっている。これは「ブービー（Booby）」が女性の胸を意味する「boobies」を連想させかねないとして米国のスタッフが反対したためである。ブービーというあだ名はエーリヒ・ハルトマンのあだ名であった「ブービ（Bobi）」に由来している。
ジャック・バートレット（Jack Bartlett）
声：石塚運昇
ウォードッグ隊の隊長。階級は大尉。コールサインは「ハートブレイク・ワン（Heartbreak One）」。サンド島基地所属時はF-4Gに搭乗し、予備機としてF-5Eが格納庫に存在する。スーデントールの戦いではF-14Aに搭乗する。
パイロットとしての技量は高く、そのため15年前のベルカ戦争時には若くして大尉に昇進したものの、自身や部下の命を守るためとはいえ許可無しに独断で発砲許可を出すことなどから上官から譴責されることも珍しくなく、昇進や出世の見込みもないことから「万年大尉」を自称している。宣戦布告前の国籍不明機による奇襲から生き残ったパイロットのひとり。開戦直後にSAMの攻撃を受けていたナガセの身代わりとなって撃墜され、この戦争におけるオーシア国防軍の最初の捕虜となったはずだったが、収容所に到着する前に脱走し、ユークトバニアのレジスタンスと共に幽閉されていたニカノール首相を救出する。ユークトバニア軍のオベルタス少佐と恋仲にあった時期があったものの、その関係は自然消滅した。しかしユークトバニアの軍人と関係性を持っていたという事実はサンド島基地司令官のペローからスパイを疑われる原因となり、教え子のパイロットにも疑惑の目が向く一因となった。機体はあくまで消耗品であり、撃墜されても搭乗員が生還すれば大勝利という信念を持っている。その信念は教え子であるウォードッグ隊員にも受け継がれていく。本人曰く人見知りの癖がある。
ベルカ戦争末期にグラーバク戦闘機隊隊長アシュレイ・ベルニッツによって撃墜され敵地にベイルアウトしており、同じく撃墜されベイルアウトしたベルカ軍逃亡兵のウォルフガング・ブフナー大佐を連れて味方前線へ帰還した。当時所属していた部隊の本部は全滅しており、ベルカの電磁兵器による情報の混乱も合わさって自身の編隊員と偽り保護することに成功した。ベルカ戦争当時のあだ名「ブービー」は秘蔵っ子であるブレイズに受け継がせている。
ベルカ戦争を舞台とした後作の『ZERO』のミッション10に登場し戦闘に参加している。その際、プレイヤーが干渉しなければベルニッツ機によって撃墜される。
ケイ・ナガセ（Kei Nagase）
声：山崎和佳奈
ウォードッグ隊の2番機パイロット。コールサインは「エッジ （Edge）」。最初の階級は少尉で、作中で中尉を経て最終的に大尉へと昇進する。
宣戦布告前の国籍不明機による奇襲から生き残った唯一の訓練生パイロット。奇襲に際して隊長であるバートレットの指示を無視して教官機と並んで迎撃に当たり生存した。ルーキーながら冷静さを失わずに敵機に対して反撃を試みるほどの天才的資質を持つが、バートレットにはその危うさを看破され、時に油断を見せるなどの脆さもある。バートレットが自分を庇って撃墜されてからは、2番機パイロットとして1番機パイロットのブレイズを支え、「決して1番機を落とさせはしない」という決意を胸に抱く。自身が撃墜され極寒の敵地にベイルアウトを強いられても、味方の負傷兵を救護しつつ敵兵を捕虜にするなど、外見からは想像できないほどの肉体的・精神的な強さを持つ。「姫君の青い鳩」のファンであり、子供のころにもらった本を常に携帯し、読めなくなった部分を思い出しつつメモを書き留めている。戦後はしばらく童話作家をしていたが、ハーリングの誘いを受けて宇宙飛行士となり、宇宙船「ピルグリム1号」に搭乗し地球に接近する小惑星の破砕任務に就いた。
なお、本作以外に登場する同名人物のうち、『7』に登場した人物が同一人物であり、それ以外は別人である。
アルヴィン・H・ダヴェンポート（Alvin H. Davenport）
声：石川英郎
ウォードッグ隊3番機のパイロット。部隊のムードメーカー的存在。コールサインは「チョッパー（Chopper）」。最初の階級は少尉で、作中で中尉を経て大尉へ昇進し、戦死後に二階級特進し中佐となる。
おしゃべりでロック好き、仲間思いの青年。部隊では本名で呼ばれることは少なく、チョッパーという名で通っている。本人も本名より通称で呼ばれることを好み、上官のバートレットにも「チョッパーと呼ばなければ返事をしないかも」と言っている。任務中の私語が多いことをAWACSのサンダーヘッドからしばしば注意を受けていた。ノヴェンバー市上空の防空戦で被弾し、機体トラブルによりベイルアウト不能になるも奮戦し、最期は脱出する市民に配慮して無人のスタジアムに機体を落下させ戦死した。
カークという犬を飼っている。バートレット以外でブレイズをブービーと呼ぶ唯一の人物である。
ハンス・グリム（Hans Grimm）
声：野島健児
ウォードッグ隊に所属するパイロット。コールサインは「アーチャー（Archer）」。階級は一等空士。
趣味は機械いじり。補習教育が修了していない訓練生であったが、サンド島基地が空襲された際に敵の攻撃下にありながらも戦闘機を離陸させようと操縦し迎撃戦に参加した。以後、ウォードッグ隊の4番機として戦列に加わる。バートレットは行方不明となる前、彼を次の推薦で実戦機に推薦しようと考えていた。陸軍に兄がおり、彼の影響で自らも軍人となった。その兄とはバストーク半島上陸戦やジラーチ砂漠の戦闘で共闘している。戦後は軍を離れている。
なぜか他の登場人物からコールサインで呼ばれることがほとんど無く、基本的に姓で呼ばれる。
ピーター・N・ビーグル（Peter N. Beagle）
声：大塚周夫
オーシア国防空軍第307整備中隊に所属する航空機整備員で、サンド島のパイロットたちから「おやじさん（Pops）」と呼ばれ信頼されている。階級は特務少尉。オーシア軍データベース「GASA」ログイン時のIDは「Oldfox（古狐）」。
普段は普通の整備兵に扮しているが、その正体はベルカ公国の貴族ブフナー家の長男、ウォルフガング・ブフナー（Wolfgang Buchner）である。「凶鳥フッケバイン（Huckebein the Raven）」の異名を持つベルカ空軍きってのエースパイロットであったが、ベルカ戦争において自国の上空に核兵器を落とす命令を拒否し戦闘機を奪って逃亡した。その後、撃墜されるもベイルアウトに成功し、ほどなくして同じく撃墜されたバートレットと邂逅する。彼によって保護されたあとはピーター・N・ビーグルを名乗ってオーシア軍人となった。ベルカ戦争時（当時41歳）の階級は大佐。ハーリング大統領救出作戦からブレイズたちに指示を与える。第8492飛行隊のベルニッツと面識があるが、ベルカにいた時代から嫌っていた。パイロットとしての技量は老いてなお衰えを知らず、第8492飛行隊のパイロットからもその機動からブフナーであることが疑われるほどである。
ベルカ戦争を舞台とした後作の『ZERO』のミッション10において、ガルム隊が交戦中のエリアB7Rにベルカ軍のシュヴァルツェ隊に追われ侵入してくる（この時の搭乗機はMiG-21bis）。その後プレイヤーが干渉しなければベルニッツ機によって撃墜される。
アルベール・ジュネット（Albert Genette）
声：平田広明
本作品の語り部を務めるカメラマン兼ジャーナリストで、地方新聞社のカメラマンを経た後にフリーに転向した経緯を持つ。
サンド島にいるバートレットに興味を持ち、基地へ取材に赴きバートレット機の後部座席に搭乗した際にユークトバニア軍の奇襲攻撃に巻き込まれる。無精髭がトレードマーク。体の線は太くないが、並の民間人なら確実に失神する戦闘機の機動にも気を保つタフガイ。ハミルトンの配慮により、ユークトバニアとの戦争の最前線になったサンド島空軍基地に報道班員として駐留し、ウォードッグ隊の活躍を伝える記事を書くうちに、戦争の真相に近づいていく。
『X』で語り部として再登場するほか、『7』でもGAZEの記事に名前が残っている。
オーソン・ペロー（Orson Perrault）
声：郷里大輔
オーシア国防空軍第596部隊所属。サンド島基地司令官。作中で昇進し大佐となる。オーシア軍データベース「GASA」ログイン時のIDは「Islandking（島の帝王）」。
階級に弱く見栄っ張りであり、基地の隊員からの人望は薄い。今は面影がないが昔は努力に励む秀才型だった。かつてバートレットがユークトバニア陸軍のナスターシャと恋仲であったことで内通者の疑いをかけており、彼が撃墜された後はウォードッグの面々に査問を実施している。ユークトバニアとの融和を進めるハーリング大統領に批判的な立場を取る。ハミルトンの讒言を受けてウォードッグ隊のパイロットをスパイと判断し、逮捕を命ずる。
アレン・C・ハミルトン（Allen C. Hamilton）
声：増谷康紀
オーシア国防空軍第596部隊所属。サンド島基地副司令官。階級は大尉。作中で昇進し少佐となる。搭乗機はMiG-1.44。
軍人であった叔父の影響で自らも軍人になったが、そうでなければジャーナリストになりたかったと語る。傲岸なペローとは好対照に周囲への配慮も怠らない人物である。過去に第8492飛行隊への派遣将校を務めており、その折にベルニッツによって感化される。また密かに戦闘機パイロットとしての訓練を受けた。基地司令官のペローを騙しウォードッグ隊にスパイの汚名を着せ、抹殺しようとする。スーデントールの戦いに際して自らも戦闘機を駆りラーズグリーズ隊を抹殺するためオーシアの主戦派をまとめ上げ、ユークトバニア主戦派の部隊に襲い掛かろうとする友軍に対してラーズグリーズ隊のみを攻撃するよう命じて戦いを挑む。スーデントール上空での空戦でベルカ仕込みの空戦技術を発揮し、機体に命中弾を受けても屈することなく、ベルカを南北で繋ぐトンネル内にある施設の破壊のためにトンネルに飛び込んだブレイズたちを追い自身も飛び込むが、トンネル内で撃墜された味方機の残骸に激突し死亡した。
ニコラス・A・アンダーセン（Nicholas A. Andersen）
声：青野武
オーシア国防海軍第3艦隊所属空母ケストレル艦長。階級は大佐。
乗組員から絶対的な信頼を寄せられている。彼の指揮のもと、空母ケストレルは潜水艦の対艦ミサイル攻撃で沈められるまで、戦争中一度も被弾することはなかった。しかしウォードッグ隊と合流するまでの戦闘で艦載機とパイロットを多数失ったことから自らを「負け戦ばかり続けてきた男」と評していた。この戦争がベルカ人勢力によって引き起こされていた事実を看破し、敵性スパイの汚名を着せられていたウォードッグ隊とビーグルを匿った。ケストレル沈没前にブレイズたちの機体を発艦させ、「彼らが空中にある限り、私に負けは無い」と救命ボートに同乗していたジュネットやビーグルに語った。
若かりし頃は潜水艦乗りであったが、初の任務の際に事故により乗艦が沈没し、自身を含む4名のみが脱出に成功するという事件に巻き込まれている。その後、海軍から潜水艦勤務はPTSDを発症させる恐れがあると判断されたため、ケストレルへの転属を命じられ、戦闘指揮所勤務を経て艦長に就任した。環太平洋戦争後は海軍提督の座を得たあとに軍を退役し、海や戦争から可能な限り距離を置く生活を送っていた。晩年には自宅を訪れたスノーの操縦する潜水調査船に乗り込み、海底に眠るケストレルの姿を自身の目で確認している。その一年後に逝去し、後にオーシア海軍が建造した新鋭空母には彼の名を取って「アドミラル・アンダーセン」と名付けられた。
マーカス・スノー（Marcus Snow）
声：乃村健次
オーシア国防海軍第3艦隊所属。第7空母航空団第206戦闘攻撃飛行隊の分隊長。空母ケストレルに配属されている。階級は大尉。コールサインは「ソーズマン（Swordsman）」。
セントヒューレット軍港やイーグリン海峡の戦闘ではF-14Aに搭乗しウォードッグ隊と共闘した。その後、たび重なる戦闘でケストレル所属の航空部隊は損耗していきブレイズたちと合流する時には、分隊員は自分一人だけになってしまっていた。ウォードッグ隊のメンバーと共に、ハーリング大統領救出作戦に参加後、ブレイズたちと共にラーズグリーズ隊の3番機パイロットとして戦うことになる。
戦後は海軍を退役し、かつてアンダーセンの上官だった人物の遺児が興したサルベージ会社の潜水調査艇のパイロットとなり、沈没していたケストレルを発見している。
ビンセント・ハーリング（Vincent Harling）
声：田中秀幸
オーシア連邦第48代大統領。2004年に大統領に就任し、2008年の選挙でも勝利し2期目の任期に入っている。
平和主義的な政策を展開し、縮小した軍事予算からアークバードを軌道上の微小隕石破壊用に転用するといった政策を実施した。その反面、アップルルース副大統領ら政府や軍部の対ユークトバニア強硬派からは反感を抱かれていた。ユークトバニアとも融和政策による友好的関係を従前から築いており、開戦後も極秘にユージア大陸のノースポイントで独自に休戦の道を探ろうとしたところを、灰色の男たちによって拉致されシュティーア城に幽閉された。戦争の真相を知ったアンダーセン率いるケストレルに所属する舞台により救助されたあとは、直属の戦闘機部隊を編成し戦争の終結に尽力した。
戦後は国家元首としての地位を再度確立した。2011年にユージア復興のために軌道エレベーター計画を提案し、2013年には連邦最高議会で環太平洋戦争に関する事実を2020年に開示する事を明言した。大統領職を降りた後も国際軌道エレベーター公社（ISEV）の顧問として活動した。
アップルルース
声：島田敏
オーシア連邦副大統領。ハーリング大統領と異なり対ユークトバニア政策では強硬派。ハーリング大統領が灰色の男たちによって幽閉されて以降は、大統領代行として実質的なオーシアの最高権力者となり、ユークトバニアへの侵攻作戦を推し進め戦火を拡大させる。
AWACS「サンダーヘッド」（Thunderhead）
声：大場真人
本名は不明。オーシア国防空軍のAWACS管制官としてウォードッグ隊の管制を担当する。
融通の利かない指揮ぶりとユーモアを解するセンスのなさから、軽口でおしゃべりのチョッパーからは「サンダー石頭ヘッド野郎」などと揶揄されており、サンダーヘッドも任務中の私語が多い彼に対して毎回無駄口を叩かないよう指示を出している。しかしウォードッグ隊に対する感情は冷徹なものではなく、チョッパーの墜落寸前には「頑張れ。あきらめるな」と声を荒らげ、ウォードッグがスパイとされた当初も、それを信じられないとし、ハミルトンに非協力的な態度をとった。ウォードッグ隊がオーシア軍から離脱して以降は詳細を語られていない。
フォード（Ford）
バートレットが行方不明となったあと、分遣隊という立場だったウォードッグ隊の隊長として本土から派遣された。階級は中佐。搭乗機はF-4E。
サンド島が空襲を受けている最中に到着し、燃料が残り少なかったため着陸を試みるがユークトバニア軍機の攻撃を受け戦死した。一度もウォードッグ隊の指揮を取ることはなかった。
アダム・ギッテルマン（Adam Gittelman）
声：黒田崇矢
バセット国際宇宙基地のSSTO飛行実施責任者。敵襲の中でSSTO打ち上げを強行した。
カーク（Kirk）
黒いオスのラブラドール・レトリバー。 チョッパーのペットだったが、彼の戦死後はグリムが面倒を見ている。犬でありながら、戦闘機からジュネットと共にベイルアウトするという離れ業をやってのける。シーゴブリンによって救助されたあとも、ケストレルの甲板上で元気に走り回る。ミッション中にブレイズに話しかけてくることもある。最後は閉鎖されたサンド島基地で彼の遠吠えの声と共に無数のカモメが飛び立つシーンで物語の幕が下りる。

### ユークトバニア
セリョージャ・ヴィクトロヴィッチ・ニカノール（Seryozha Viktrovich Nikanor）
声：江原正士
ユークトバニア首相であり国家元首を務める。 ハーリング大統領同様に平和主義や融和政策を行う盟友的な存在である。そのため、灰色の男たちの陰謀により彼らの支援を受けたユークトバニア好戦派の手で極秘裏にクーデターを起こされ幽閉される。バートレットやナスターシャたちのレジスタンスによって救出され、好戦派とグラーバクの追跡を逃れて空母ケストレルへと移動した。その後、オーレッドへ赴き、オーシアとユークトバニアの間で停戦が為されたことをハーリング大統領と共にテレビ演説した。
ナスターシャ・ヴァシーリエヴナ・オベルタス（Nastasya Vasilievna Obertas）
声：渡辺美佐
ユークトバニア陸軍情報部の女性将校で、バートレットのベルカ戦争当時の失恋の相手。
ニカノール首相の平和主義を支持しており、ユークトバニア国内のレジスタンスと行動を共にする。ベルカの秘密兵器の情報が入ったディスクを何らかの方法で入手し、ニカノール首相の国外脱出に同行しケストレルに持ち込んだ。作中では「謎の女一号」や「少佐」としか名前を明かさない。無線での会話時にファーストネームのみが表示され、エンディングのスタッフロールでフルネームがそれぞれ確認できる。
AWACS「オーカ・ニエーバ」（Oka Nieba）
声：池水通洋
ユークトバニア空軍所属。本名は不明。E-767に搭乗し管制官を務める。
ハーリング大統領とニカノール首相の平和演説の後、ラーズグリーズ隊の管制を担当した。オーカ・ニエーバという名はユークトバニア語（ロシア語）であり、「空の目（Sky Eye）」を意味する。スーデントールでは歌を歌いながら参戦するなど、陽気な性格を持つ。また、SOLG撃墜作戦においても彼がラーズグリーズ隊の管制を担当している。
アリョーシャ（Alyosha）
軍事政権化したユークトバニア国内で、レジスタンス活動をしている学生。アリョーシャという名は偽名であり本名は不明である。国内に持ち込まれた核弾頭の強奪に成功し、ユークトバニア軍の捜索を受ける。パイヴリェーニヤ渓谷の洞窟で核弾頭の解体中にやってきたラーズグリーズ隊に護衛を依頼する。爆弾の知識は火炎瓶を作ったぐらいで、解体の経験はまったくなかった。起爆装置に通電してしまったり、うっかり落としかけたりとアクシデントを起こしていたが、最終的には解体に成功し、解体された核弾頭は部品ごとに海に捨てられた。

### ベルカ
アシュレイ・ベルニッツ（Ashley Bernitz）
声：有本欽隆
「灰色の男たち」のメンバーと思われる男。53歳。
ベルカ戦争時はベルカ空軍第6航空師団第4戦闘飛行隊の隊長を務めていた。TACネームはグラーバクで、自身の部隊もグラーバク戦闘機隊と称していた。ベルカ戦争後、パイロットとしての技量を買ったオーシア軍はベルニッツらを非公式のアグレッサー部隊として雇い入れた。ベルニッツは第8492飛行隊と隊長を務め、南北ベルカの統一を目的として活動した。ハーリング大統領を誘拐する際にF-15 S/MTDに搭乗し大統領が乗っているC-5輸送機の不時着現場に駆けつけているほか、バストーク半島から撤退するユークトバニア軍機を追撃するウォードッグ隊の作戦区域に一瞬だけ強力な電子妨害を実施して民間人に銃撃を加え、その罪をウォードッグ隊になすりつけようとした。クルイーク要塞陥落後はオーシアを勝利に導きかねない存在として実力行使に出て、帰投中のウォードッグ隊を抹殺部隊の場所まで誘導した。最後はSOLG撃墜のため出撃したラーズグリーズ隊を阻止すべく、オヴニル隊とともにオーレッド湾でラーズグリーズ隊と交戦し死亡した。
ベルカ戦争においてバートレットを撃墜した人物である。ビーグルのように彼の存在すら否定する人間がいる一方で、バートレットやスノーのように人格を否定しつつも戦闘機パイロットとしての腕を評価する人物もいる。本作以降のシリーズ作品においてもS-32やF-15S/MTDのグラーバクカラーが特殊塗装として用意されている。
ミヒャエル・ハイメロート（Michael Heimeroth）
声：阪脩
「灰色の男たち」のメンバーと思われる男。38歳。ベルカ戦争時はベルカ空軍第6航空師団第5戦闘飛行隊に所属していた。その時のTACネームはオヴニルで、ユークトバニア軍への移籍後は部隊名にもなった。
ユークトバニア軍に公式なアグレッサー部隊として迎えられ、オヴニル戦闘機隊の隊長を務める。「ケラーマン教室」の出身で、ベルカ戦争当時もルーキーでありながらB7Rで撃墜スコア25機を数えるなど、天才的パイロットとして頭角を現していた。オーレッド湾の戦闘でラーズグリーズ隊と交戦し死亡した。
アドラー（Adler）
「灰色の男たち」のメンバーと思われる男。アークバードが機能を停止したあと、数人の部下と共にアークバードを占領した。アークバードの指揮を担当し、マスドライバーから受け取った核弾頭でユークトバニアのオクチャブルスクへの攻撃を敢行する。しかしラーズグリーズ隊の迎撃を受けてエンジンを破壊されたため、作戦を変更しオーシア領内で核を起爆させようとしたが、たび重なる攻撃を受けて撃墜され部下たちと共に死亡した。

### ISAF
メビウス1（Mobius 1）
前作であるエースコンバット04の主人公にして、本作アーケードモードの主人公でありプレイヤーとなる人物。
大陸戦争において敗北寸前だったISAFの奇跡的な反攻を支え、英雄とまで称される戦闘機パイロット。ISAF戦術情報部の分析によると、単機でISAF空軍一個飛行隊に相当する作戦遂行能力を有するとされる。戦後、軍を退役していたが、2006年9月のエルジア軍残党諸勢力が自由エルジアのもとに糾合したため、これの掃討を目的とした「オペレーションカティーナ」の要として復帰した。メビウス1は単機にもかかわらず自由エルジアを完全に壊滅させるという驚異的な戦果を上げた。作戦完了後、軍上層部からは軍への残留を求められたものの、その後軍を離れた。しかし『7』において再び復帰し、IUN国際停戦監視軍の一員として再び活動を始めた自由エルジアと戦っていくこととなる。
AWACS「スカイアイ」（Sky Eye）
早期警戒管制機E-767の管制官。大陸戦争でもメビウス1の管制を担当していた。メビウス1の復帰に伴い、再び管制を担当する。

### その他
ミッションブリーフィング音声担当は真地勇志。

## 収録機体
プレイアブル機は実在機（計画案のみで実機なしの機体含む）が51種、架空機が2種の計53種である。
航空機名の使用許可については、前作のロッキード・マーティンに加え、ボーイング、ノースロップ・グラマン、BAEシステムズ、ユーロファイターGmbH、パナビアGmbH、ダッソー・アビアシオン、SAABから使用に関するライセンスを取得している。また、前作に引き続き航空自衛隊が製作協力している。なお、作中の機体解説は必ずしも実機の事実とは一致していない。
| 戦闘機 （Fighter）    | 攻撃機 （Attacker）         | マルチロール機 （Multirole） | 電子戦機 （Jammer） |
| --------------------- | --------------------------- | ---------------------------- | ------------------- |
| F-5E Tiger II         | F-4G Phantom II Wild Weasel | F/A-18C Hornet               | EA-6B Prowler       |
| F-20A Tigershark      | A-6E Intruder               | F/A-18E Super Hornet         | EA-18G              |
| X-29A                 | F-16XL                      | JAS-39C Gripen               | Tornado ECR         |
| MiG-21bis Fishbed     | F-2A                        | Rafale M                     |                     |
| MiG-21-93             | Mirage 2000D                | Rafale B                     |                     |
| F-4E Phantom II       | A-10A Thunderbolt II        | F-35C                        |                     |
| F-4X                  | YA-10B                      | MiG-1.44                     |                     |
| F-16C Fighting Falcon | F-14B Bombcat               | X-02 Wyvern                  |                     |
| F-16C Block60         | Tornado GR.1                |                              |                     |
| Mirage 2000           | Tornado GR.4                |                              |                     |
| MiG-29A Fulcrum       | F-15E Strike Eagle          |                              |                     |
| F-14A Tomcat          | Su-32 Strike Flanker        |                              |                     |
| F-14D Super Tomcat    | F-117A Nighthawk            |                              |                     |
| Tornado F3            | FB-22 CONCEPT               |                              |                     |
| MiG-31 Foxhound       |                             |                              |                     |
| MiG-31M               |                             |                              |                     |
| F-15C Eagle           |                             |                              |                     |
| F-15S/MTD             |                             |                              |                     |
| Su-27 Flanker         |                             |                              |                     |
| Su-35 Super Flanker   |                             |                              |                     |
| Su-37 Terminator      |                             |                              |                     |
| Typhoon               |                             |                              |                     |
| YF-23A Black Widow II |                             |                              |                     |
| F/A-22A Raptor        |                             |                              |                     |
| Su-47 Berkut          |                             |                              |                     |
| S-32                  |                             |                              |                     |
| HAWK                  |                             |                              |                     |
| FALKEN                |                             |                              |                     |

## 評価
ファミ通のででおは、シナリオの起伏の激しさに驚いたと述べると同時に、アーケードモードの内容の濃さにお得感がすさまじかったっと述懐している。

## 他作品への影響
作家の師走トオルは、下村健と共同執筆した2025年の記事の中で、本作にはシナリオに求められる魅力が多く詰まっている分、多くのゲームの開発現場で、「演出を『エスコン5』の○○ステージのような感じにしてくれ」といった注文が多く感じられたと述べている。